# 2004年夏季残疾人奥林匹克运动会希腊代表团
2004年夏季残疾人奥林匹克运动会希腊代表团是希腊派出的2004年夏季残疾人奥林匹克运动会代表团。获得3枚金牌、13枚银牌和4枚铜牌。